# 휴 오브라이언
휴 오브라이언(Hugh O'Brian, 1925년 4월 19일 ~ 2016년 9월 5일)은 미국의 배우이다.

## 출연 작품
- 사망유희
- 9인의 특공대